# Porterandia hosei
Porterandia hosei là một loài thực vật có hoa trong họ Thiến thảo. Loài này được (Merr.) Zahid mô tả khoa học đầu tiên năm 2004.